# Gamu
Gamu (Bayan ng Gamu) är en kommun i Filippinerna. Kommunen ligger på ön Luzon, och tillhör provinsen Isabela. Folkmängden uppgår till 25 901 invånare.

## Barangayer
Gamu är indelat i 16 barangayer.
| - Barcolan - Buenavista - Dammao - Furao - Guibang - Lenzon - Linglingay - Mabini | - Pintor - District I (Pob.) - District II (Pob.) - District III (Pob.) - Rizal - Songsong - Union - Upi |